# Mirocin (województwo podkarpackie)
Mirocin – wieś w Polsce, położona w województwie podkarpackim, w powiecie przeworskim, w gminie Przeworsk.
W latach 1975–1998 miejscowość administracyjnie należała do województwa przemyskiego.
Przez Mirocin przepływa Potok Mirociński wpadający do Mleczki na obszarze Gorliczyny.
Miejscowość jest siedzibą rzymskokatolickiej parafii Judy Tadeusza i św. Brata Alberta. W Mirocinie są dwa kościoły: parafialny pw. świętego Judy Tadeusza oraz tzw. Kościółek Stary pw. Matki Bożej Niepokalanego Serca. 
Na terenie Mirocina znajduje się węzeł Jarosław Zachód, który łączy autostradę A4 z drogą krajową nr 94.

## Części wsi
| SIMC    | Nazwa      | Rodzaj    |
| ------- | ---------- | --------- |
| 0609103 | Parcelacja | część wsi |
| 0609110 | Podlas     | część wsi |

## Historia
Pierwsze wzmianki o Mirocinie pochodzą z 1578 roku w bazylice przeworskiej, dotyczą tzw. daniny obowiązkowej. Wieś była wzmiankowana w regestrach poborowych, które zapisali poborcy podatkowi ziemi przemyskiej z 1515 roku jako Miraczyn (wieś liczyła 15 łanów kmiecych) i w 1589 roku jako Miraczin.
W 1651 roku wieś wzmiankowano jako Miratyn. W 1658 roku wieś była wzmiankowana jako Miratin. W 1674 roku wieś była wzmiankowana jako Miratyn i było w niej 30 domów.
W 1918 roku w Mirocinie było 1148 mieszkańców, a wieś była własnością Romana Potockiego.
W 1921 roku w Mirocinie było 269 domów. W 1945 roku na Ukrainę wysiedlono 92 osoby z 32 domów.

## Kościół
Mirocin należał do parafii farnej w Przeworsku. W 1937 roku za pozwoleniem bp Franciszka Bardy w budynku gminy wydzielono lokal na kaplicę publiczną, którą 8 stycznia 1938 poświęcił o. Jacek Bober gwardian klasztoru O.O. Bernardynów w Przeworsku. Była to kaplica filialna parafii przeworskiej. W 1945 roku do Mirocina przybył repatriant z Kresów Wschodnich ks. Wiktor Piotrowski, który został kapelanem. 14 stycznia 1948 kapelania została przemianowana na wikariat eksponowany. W 1957 roku na miejscu dawnej kaplicy drewnianej zbudowano murowany kościół pw. Niepokalanego Serca NMP, który w 1958 roku został poświęcony przez bp Stanisława Jakiela.
W latach 1983–1985 na miejscu dawnej cerkwi zbudowano nowy murowany kościół pw. św. Judy Tadeusza. 6 maja 1984 wmurowano kamień węgielny. 26 października 1984 roku została utworzona parafia pw. św. Judy Tadeusza i św. Brata Alberta w Mirocinie-Rozborzu, w której skład weszły Mirocin i część Rozborza (214 domów). 3 listopada 1985 kościół został poświęcony przez bp Ignacego Tokarczuka.

## Oświata
Według odnalezionych "Protokołów czynności od roku 1891 do 1899", wspomniano o istnieniu szkoły w Mirocinie od 1868 roku. Początkowo szkoła była 1-klasowa. W 1936 roku dokonano rozbudowy szkoły. Podczas II wojny światowej w budynku szkoły stacjonowały wojska niemieckie. Szkoła wznowiła działalność po wyzwoleniu, ale z powodu braku pomieszczeń, nauka części klas odbywała się w wynajętych pomieszczeniach w domu prywatnym, w salce katechetycznej i w domu kultury. W latach 90. do punktu katechetycznego dobudowano lewe skrzydło szkoły, które oddano do użytku w 1994 roku. W 1999 roku szkoła w wyniku reformy została zmieniona na 6-klasową, a w 2003 roku utworzono Zespół Szkół w Mirocinie (SP i Gimnazjum). W 1998 roku rozpoczęto budowę drugiego skrzydła szkoły, które oddano do użytku w 2009 roku. 19 października 2011 roku patronem szkoły został bł. ks. Jerzy Popiełuszko. Od 2017 roku jest 8-letnia szkoła podstawowa.

## Sport i rekreacja
W Mirocinie działa klub piłkarski LKS Start Mirocin, który został założony w 1974 roku. W sezonie 2022/23 będzie grał w A-klasie grupy przeworskiej.

## Urodzeni w Mirocinie
- o. Sławomir Słoma – dominikanin, duszpasterz akademicki.

## Zobacz
- gromada Rozbórz